# Tagetes erecta
Tagetes erecta, crăița sau cempaxochitl/cempasúchil, este o specie de plantă cu flori din genul Tagetes originară din Mexic și Guatemala. În Mexic, această plantă se găsește în sălbăticie în statele México, Michoacán, Puebla, Veracruz și Guerrero.
Această plantă atinge înălțimi cuprinse între 20 și 90 cm. Aztecii recoltau planta sălbatică și o cultivau în scopuri medicinale, ceremoniale și decorative. Este cultivată pe scară largă în scopuri comerciale, multe soiuri⁠(d) fiind utilizate ca plante ornamentale și pentru comerțul cu flori tăiate.
Unele autorități consideră Tagetes patula⁠(d) un sinonim al Tagetes erecta.

## Descriere
Este o plantă erbacee anuală sau perenă a cărei înălțime variază între 30-110 cm. Rădăcina este cilindrică, pivotantă, cu un sistem de ramificare fibros și superficial. Tulpina este striată, uneori crestată, netedă sau ușor cu vilozități, cilindrică, ovală și erbacee până la ușor lemnoasă, cu canale de rășină în scoarță, care sunt aromate când sunt stoarse. Frunzele opuse la bază alternează la vârf, lungi de până la 20 cm, penate, compuse din 11 până la 17 foliole, Lanceolate⁠(d) până la liniar-lanceolate, lungi de până la 5 cm și late de 1,5 cm, acute până la acuminate, zimțate până la subțiri, cele inferioare ale fiecărei frunze frecvent setiforme (sub formă de fire), cele superioare sunt uneori complet setiforme; cu glande rotunde abundente.
Principala caracteristică a florilor este că sunt grupate în căpățâni mici sau în inflorescențe solitare, pe pedunculi de până la 15 cm lungime, sunt ligulate de culori galbene până la roșu. În florile de disc: 150 până la 250 în capetele simple, în cele duble prezintă diferite grade de transformare în ligule⁠(d), corole galbene până la portocalii, de 8 până la 10 mm lungime. Fructele și semințele sunt: achene liniare de 7-10 mm lungime, netede sau ușor acoperite cu peri rigizi la colțuri. Are o perioadă lungă de înflorire, care se întinde pe tot parcursul verii și toamnei. Se reproduce ușor prin semințe.

## Distribuție și habitat
Deși sunt originare din Mexic, se găsesc și în țările din America Centrală și Caraibe: Belize, Bolivia, Columbia, Costa Rica, Cuba, Ecuador, El Salvador, Guatemala, Guyana, Honduras, Jamaica, Nicaragua, Panama, Puerto Rico și Venezuela.
În forma sa sălbatică se găsește în bazinul Balsas și în vestul Mexicului și trăiește în diverse tipuri de ecosisteme, cum ar fi pădurile tropicale de foioase, pădurile cu spini, pădurile de nori și pădurile de pin și stejar. În sălbăticie, se găsește ca geană în locuri puternic perturbate, la altitudini de 800–2300 m.
Ca specie introdusă (cultivată) poate fi găsită în China, India, Zambia, Zimbabwe, Africa de Sud și Australia.

## Istoric

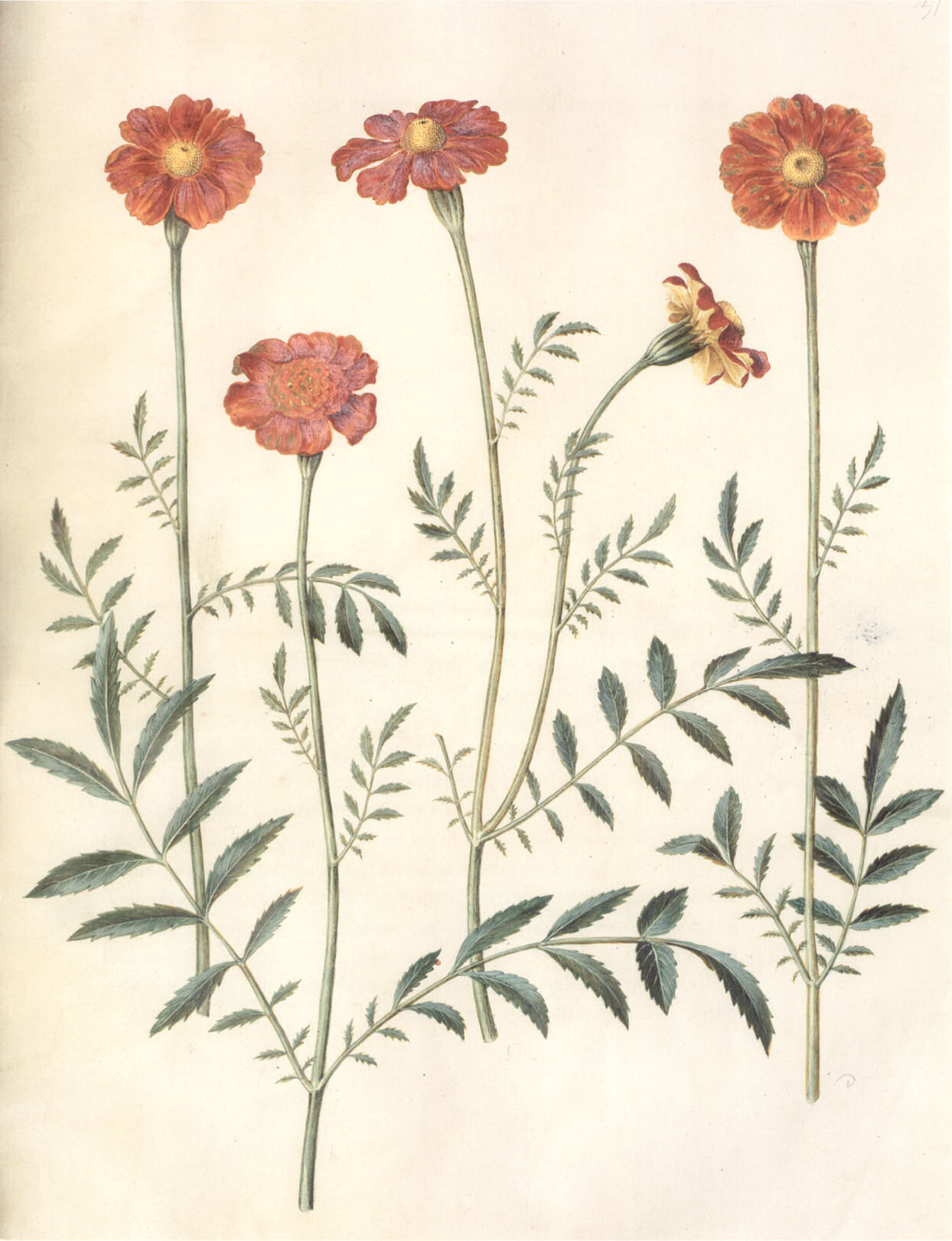
Ilustrație botanică.

Documentele arheologice privind utilizarea Tagetes erecta în rândul civilizațiilor prehispanice nu sunt la fel de abundente ca în cazul altor specii din aceeași familie. De exemplu, s-a putut stabili utilizarea ceremonială de către Mexica⁠(d) a T. lucida⁠(d) ca plantă aromatică, pe care o numeau yauhtli, prin analiza chimică a arzătoarelor de tămâie găsite în vestigiile Templo Mayor⁠(d) din Mexico City. Termenul nahuatl cempoalxóchitl, a fost folosit pentru a se referi la mai multe specii de flori, care includ T. erecta, T. lucida, T. patula⁠(d), T. lunulata, T. tenuifolia⁠(d), T. peduncularis⁠(d) și T. elongata⁠(d). Acest lucru complică diferențierea unei specii de alta atunci când se utilizează un astfel de termen; cu toate acestea, se pare că T. erecta a fost denumită în principal prin acest termen.

Identificarea T. erecta cu unele flori reprezentate în arta aztecă, cum ar fi cele din monolitul Coyolxauhqui, ca parte a coafurii zeiței, a fost propusă ca simbol al suveranității sau al morții sale. Ele fac parte din colierul pe care îl poartă o zeitate vegetală într-un vas găsit în Templo Mayor, deși ar putea fi vorba și de T. patula. Odată cu sosirea spaniolilor în Mexic, au crescut înregistrările documentare privind utilizarea ceremonială și medicinală a T. erecta, floarea fiind descrisă de Bernardino de Sahagún ca:
Aceste flori se numesc Cempoalxóchitl; sunt galbene și miros bine, sunt largi și frumoase, se înmulțesc, iar alții le sădesc în livezi; sunt în două feluri, unele se numesc Cempoalxóchitl femele și sunt mari și frumoase, iar altele care se numesc Cempoalxóchitl masculi nu sunt atât de frumoase sau de mari.
Sahagún descrie, de asemenea, în aceeași lucrare, că planta avea un rol în ritualurile festivalului religios Mexica din luna Teculhuitontli, unde era celebrată zeița sării Huixtocíhuatl, a cărei culoare era galbenă, și care oferea drept sacrificiu o femeie. În lucrarea medicului Francisco Hernández⁠(d), este descris faptul că numele cempoalxóchitl a primit cel puțin șapte tipuri de flori, observând că termenul a descris în mod corespunzător cel mai mare dintre ele și că spaniolii au enumerat, de asemenea, proprietățile sale medicale.

## Cultivare
Este cultivată pe scară largă și există numeroase soiuri⁠(d) utilizate în grădinărit ca plantă ornamentală. Soiul „Inca Orange” a obținut premiul Award of Garden Merit al Royal Horticultural Society⁠(d).
În Mexic, este folosită în cadrul festivităților de Ziua Morților, pentru a decora altarele și mormintele; de aici și denumirea de „floarea morților”. Cu toate acestea, încă din antichitate este folosită și în scopuri alimentare și medicinale.

## Utilizări

### Ritualuri
Floarea sa, cempasúchil se mai numește și flor de muertos („floarea morților”) în Mexic și este folosită în Día de Muertos din fiecare 2 noiembrie. Cuvântul cempazúchitl (ortografiat și cempasúchil) provine din termenul nahuatl pentru floarea cempohualxochitl, tradus literal prin „floarea celor douăzeci”. În thailandeză se numește ดาวเรือง [DaoRuang] sau „dow ruang”, tradus literal prin „sclipirea stelei”. Apa infuzată cu uleiul esențial parfumat al florii era folosită pentru spălarea cadavrelor în Honduras, iar floarea este încă frecvent plantată în cimitire.

### Medicament
Încă din perioada prehispanică, această plantă a fost folosită în scopuri medicinale. Cherokee o foloseau ca spălătură pentru piele și pentru vopsirea în galben. Pigmenții tagetes erecte se datorează prezenței carotenoidelor, dintre care principalul este luteina, care este asociată cu prevenirea apariției bolilor oculare legate de vârstă, precum cataracta și degenerescența maculară. Cele mai intense tonuri portocalii ale florilor sunt legate de un conținut mai mare de carotenoide, în special de xantofilă. Unele studii indică eficiența acesteia din urmă în prevenirea bolilor coronariene, a atacurilor de cord, a răspunsului imunitar, a bătrâneții și a cancerului. În unele regiuni din Mexic este folosită în afecțiuni digestive, cum ar fi durerile de stomac, precum și diareea, colicilor, problemele hepatice, biliare, vărsăturile și indigestia. Planta are, de asemenea, o istorie de utilizare împotriva paraziților și viermilor intestinali, un studiu indicând că are un mecanism diferit de cel al medicamentului antihelmintic levamisol. Alte utilizări includ boli respiratorii, cum ar fi răceala, gripa, bronșita și congestia nazală, precum și probleme ginecologice.
Activitatea antioxidantă a fost descoperită în uleiul esențial al acestei plante, deși mai mică decât cea a α-tocoferolului, posibil atribuită prezenței camforului și metil eugenolului. Este cel mai eficient împotriva speciei de nematode Pratylenchus penetrans⁠(d).

### Culinar
Buchețelele au fost utilizate în salate și în alte alimente pentru a da culoare și aromă. Florile sunt bogate în carotenoide și, prin urmare, sunt utilizate pentru a produce pigmenți pentru alimente și furaje. Petalele uscate ale florilor, măcinate până la obținerea unei pulberi, sunt utilizate în furajele pentru păsări pentru a asigura o bună colorare a gălbenușurilor de ou și a pielii puilor de carne, în special în absența porumbului galben bine pigmentat din furaje. Acest lucru este utilizat și în prezent, dar acum, de obicei, sub formă de extract, care poate avea avantajele unor costuri mai mici de transport și depozitare, o mai bună stabilitate și o mai bună utilizare. De asemenea, este utilizat pentru a spori colorarea crustaceelor, cum ar fi creveții albi cu picioare albe de Pacific⁠(d) (Litopenaeus vannamei).

### Uleiuri esențiale
Uleiul esențial al florii conține antioxidanți. Poate fi adăugat la parfumurilor pentru a le infuza o aromă de măr.

### Colorant
Este folosită ca colorant natural pentru textile.

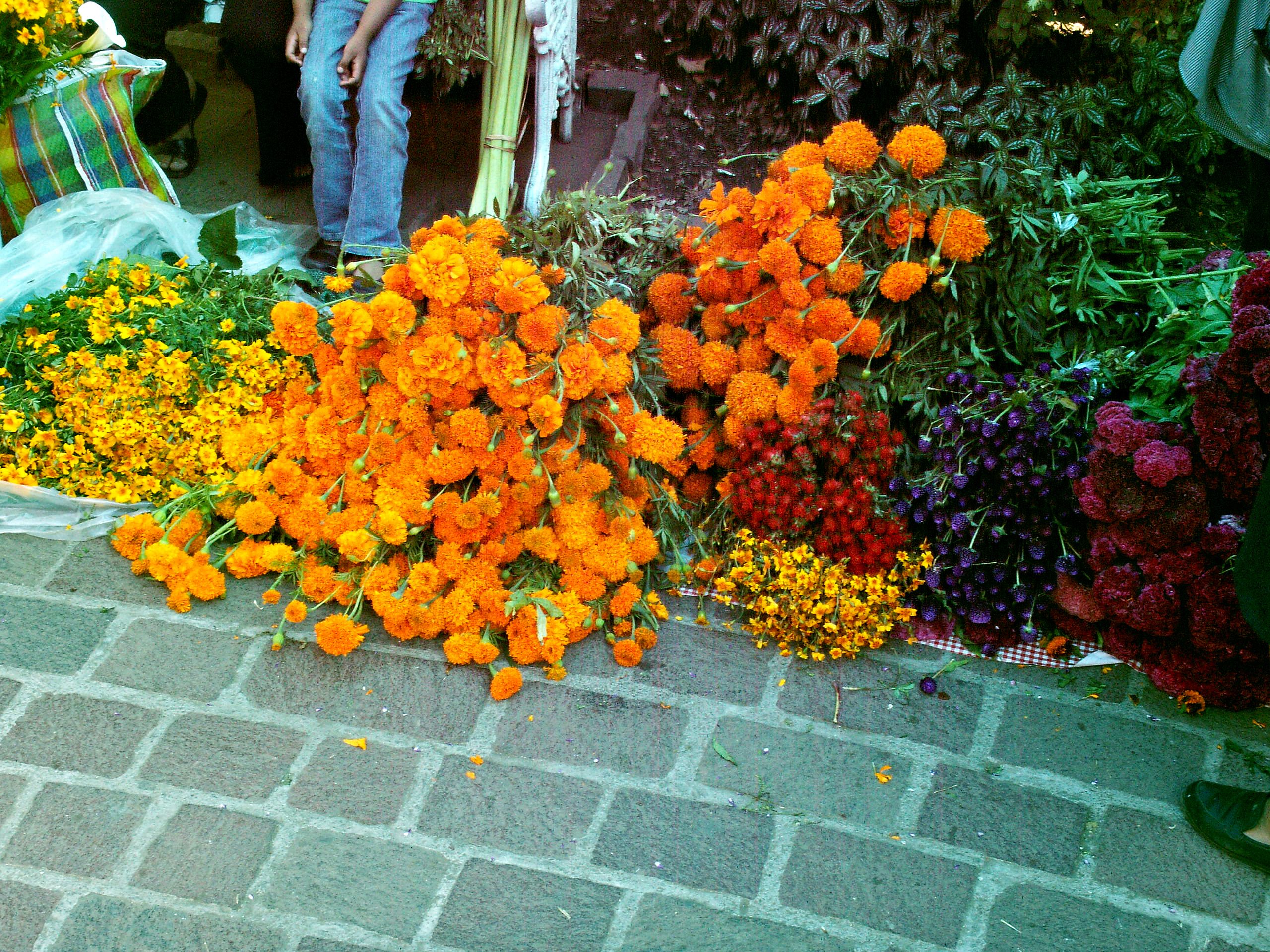
Tagetes minuta (portocaliu, centru) înTepoztlán, Morelos
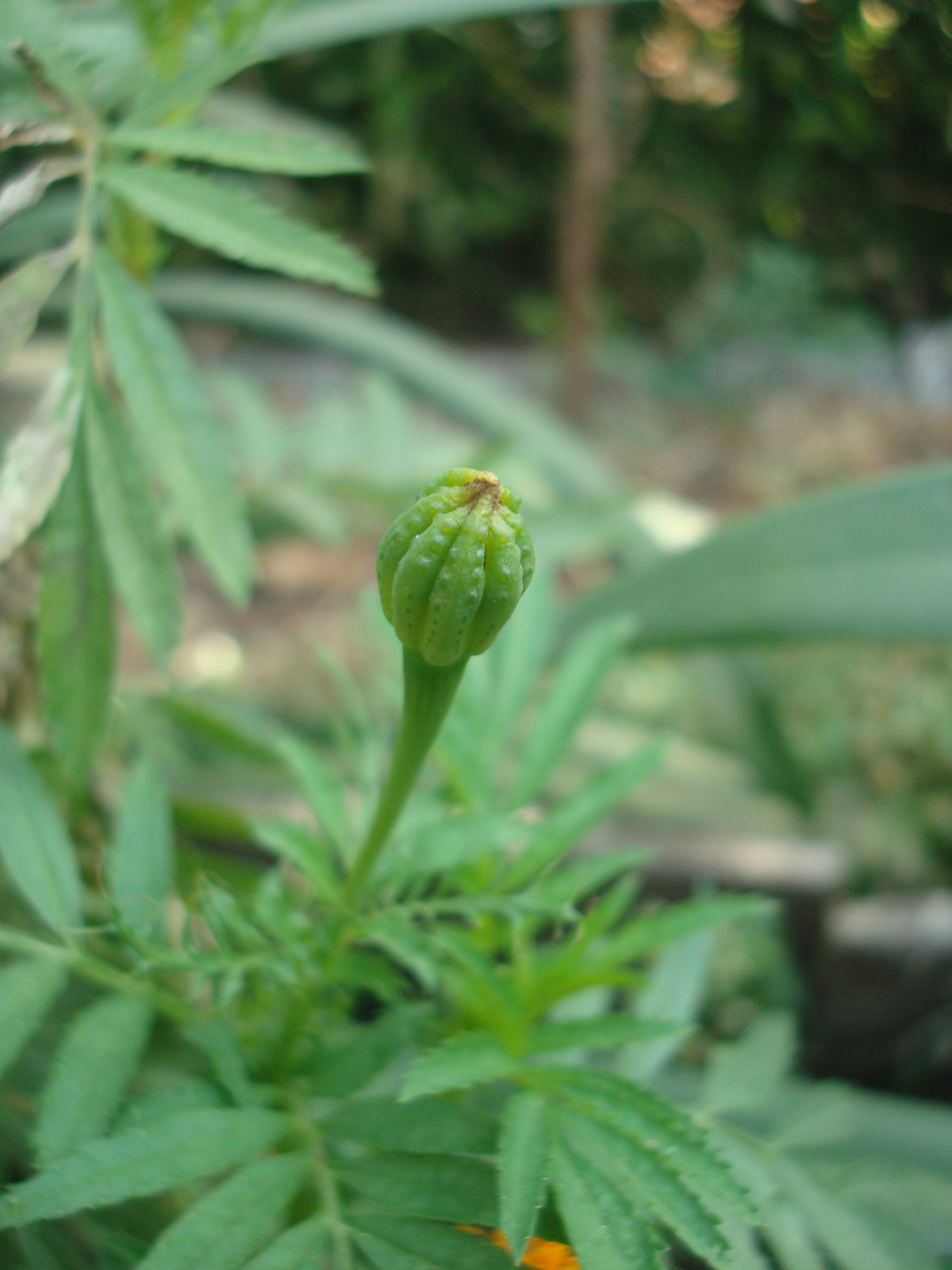
Muguri de Tagetes erecta în India
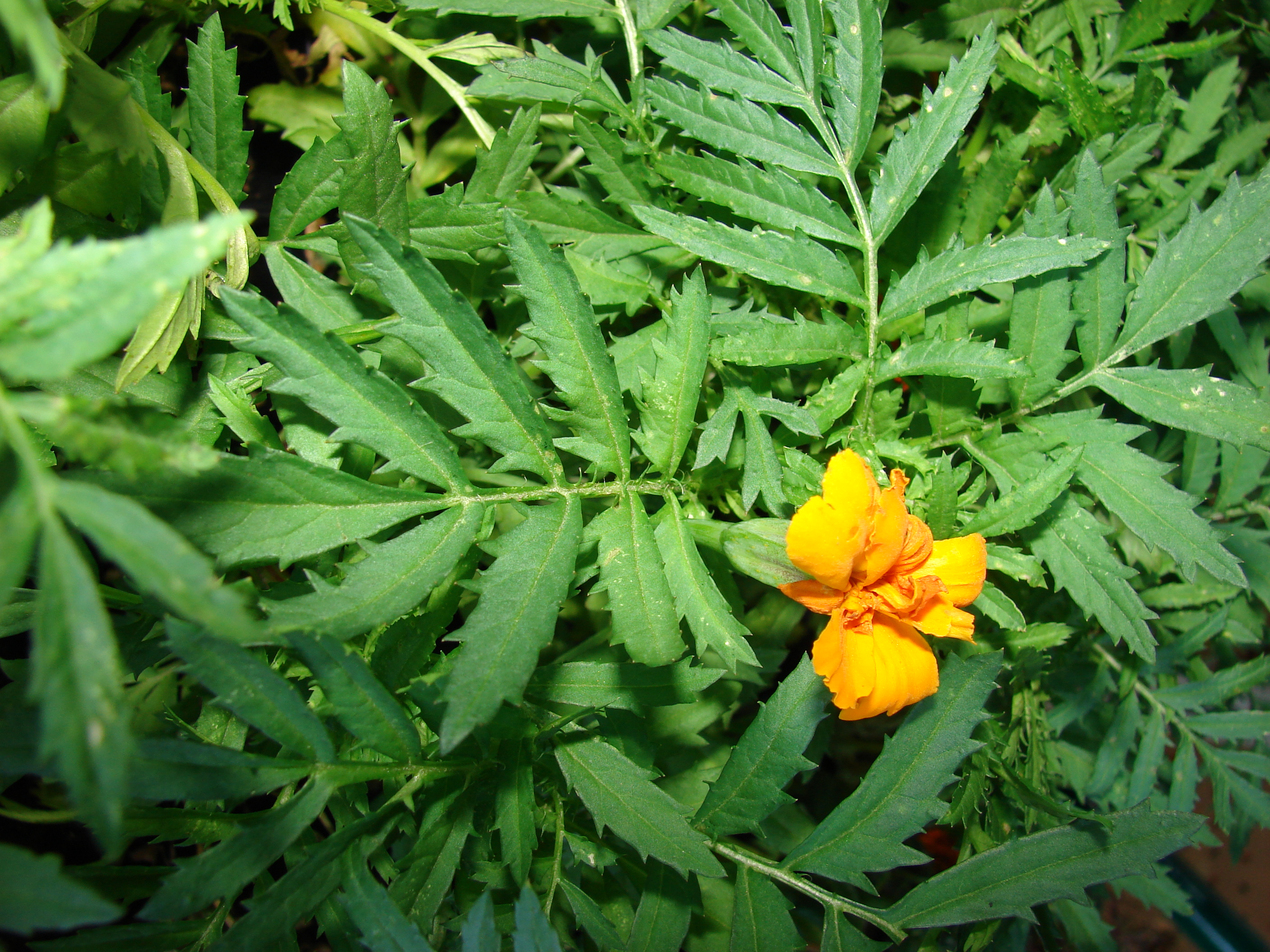
Floare
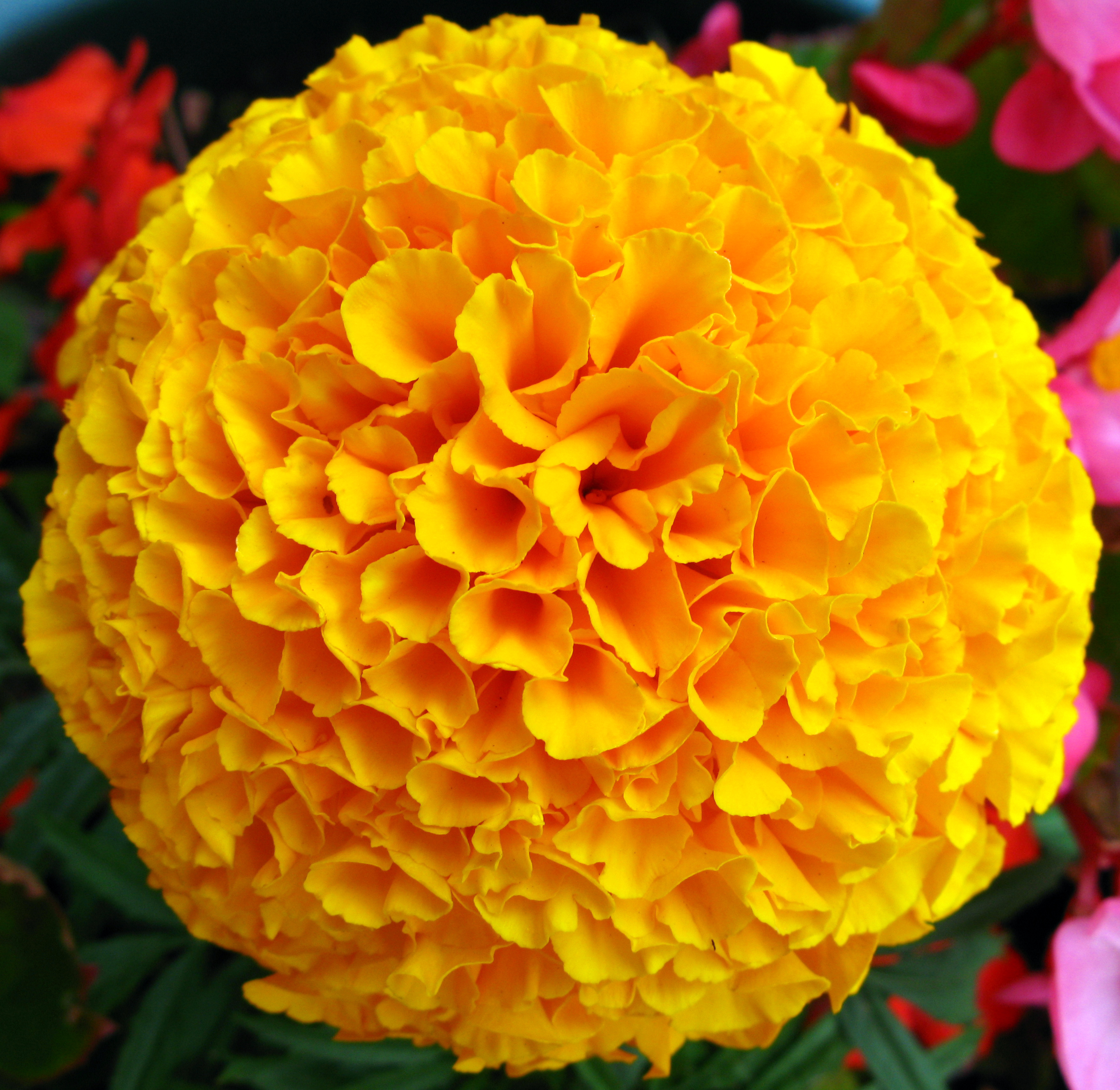
Floare de Tagetes patula
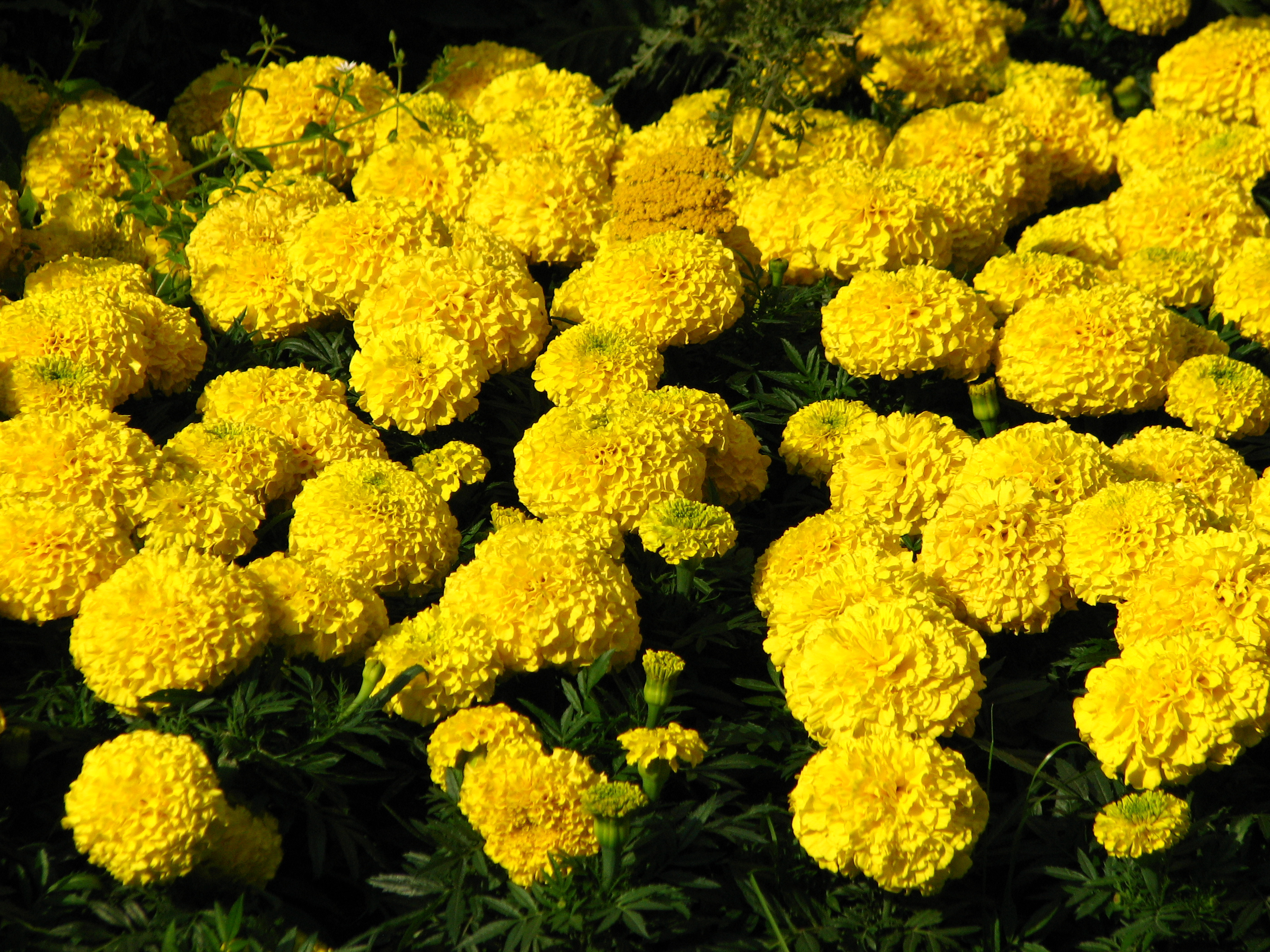
Flori
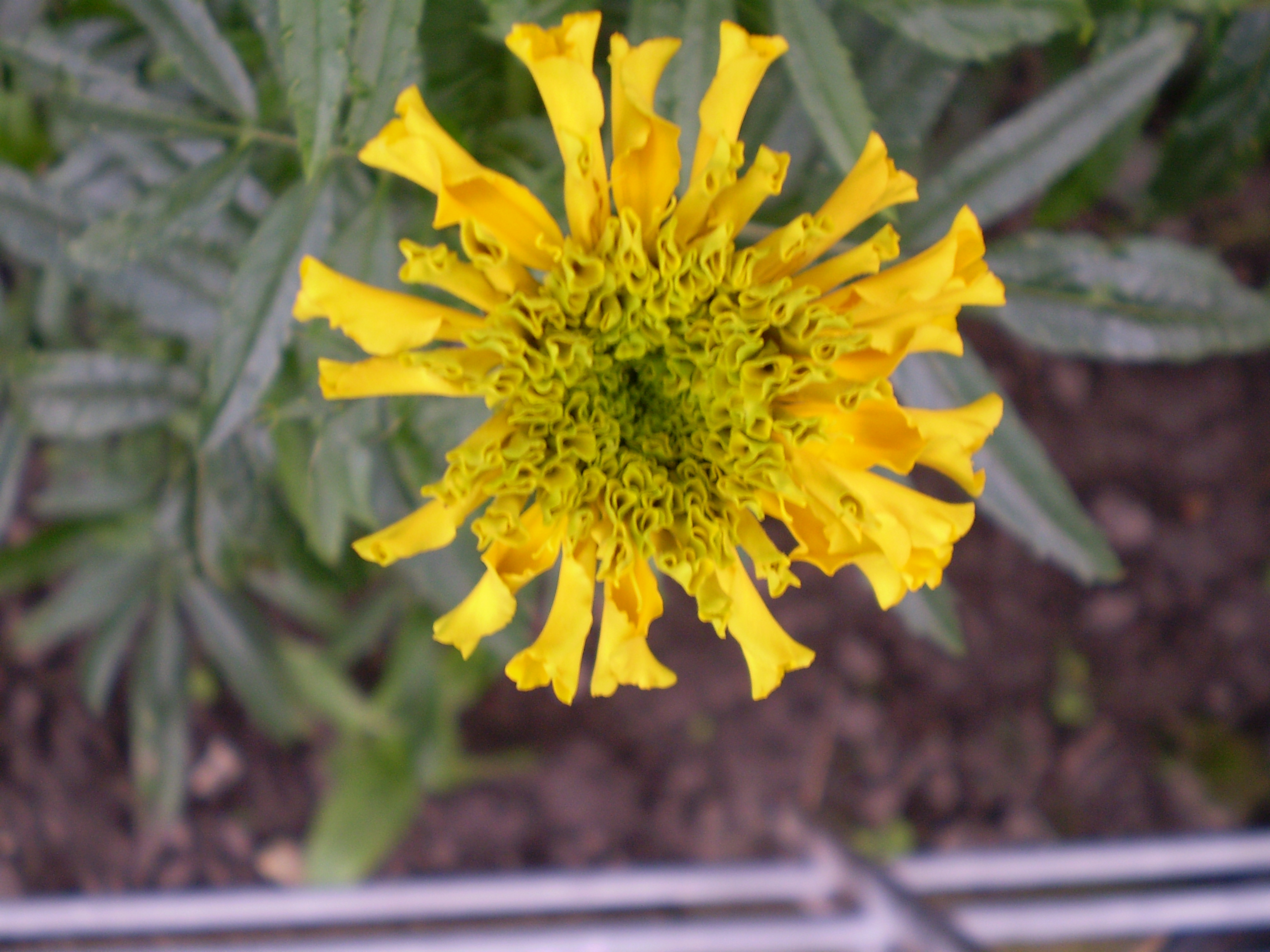
Flori încolțite
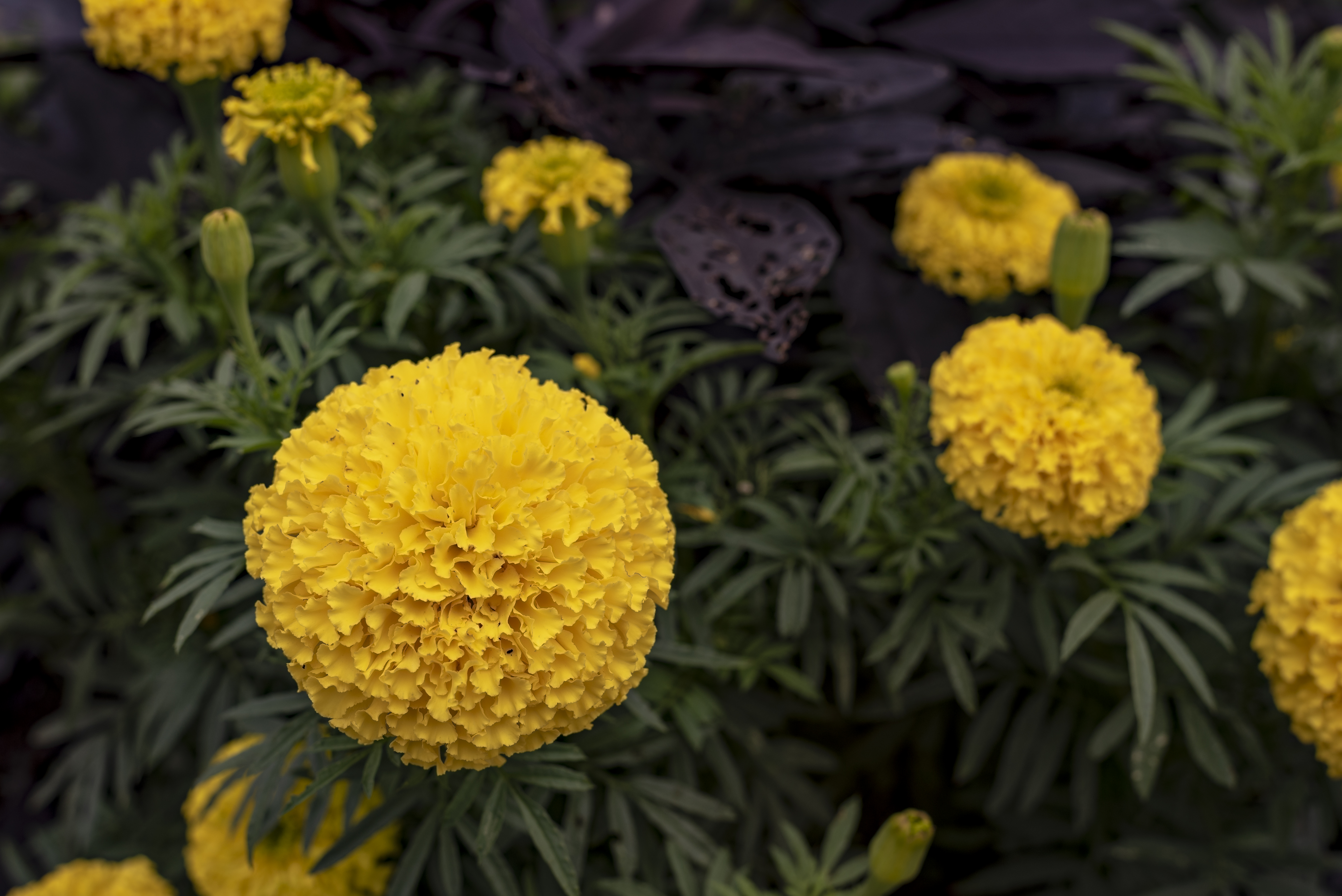
Floare